# Керлештій-Моштень
Керлештій-Моштень, Керлештій-Моштені (рум. Cherleștii Moșteni) — село у повіті Олт в Румунії. Входить до складу комуни Теслуй.
Село розташоване на відстані 140 км на захід від Бухареста, 12 км на північ від Слатіни, 47 км на північний схід від Крайови.

## Населення
За даними перепису населення 2002 року у селі проживали 288 осіб, усі — румуни. Рідною мовою 287 осіб (99,7%) назвали румунську.